# Вукоевич, Огнен
О́гнен Вуко́евич (хорв. Ognjen Vukojević; род. 20 декабря 1983[…], Бьеловар) — хорватский футболист, полузащитник и футбольный тренер.

## Карьера
Вукоевич — воспитанник футбольного клуба «Бьеловар», в составе которого играл в третьей лиге чемпионата Хорватии. В 2003 году подписал свой первый профессиональный контракт с клубом «Славен Белупо» из Копривницы. В 2005 году перешёл в бельгийский «Льерс», но не смог там раскрыться и уже в декабре 2005 года вернулся на родину, в загребское «Динамо». В составе «Динамо» закрепился в сезоне 2007/08, стал одним из лидеров команды. За характерную манеру игры Огнен получил от болельщиков прозвище Гаттузо.
25 мая 2008 года подписал пятилетний контракт с киевским «Динамо», в интервью пресс-службе клуба сказал, что предпочёл его «Селтику», «Аяксу» и «Баварии». В конце 2012 года из-за проблем с центральными защитниками вынужденно сыграл в нескольких матчах на позиции центрального защитника.
27 февраля 2013 года президент «Динамо» Игорь Суркис объявил о достигнутой договоренности со «Спартаком» по аренде Вукоевича до конца сезона. Вскоре главный тренер московского клуба Валерий Карпин подтвердил эту информацию. Позднее, на официальном сайте «красно-белых» появилась информация об аренде Огнена, который будет выступать под 90-м номером. В первых числах марта отыграл первый тайм товарищеского матча с «Мёльде»..
10 марта в матче 20-го тура против «Терека» Огнен дебютировал за новый клуб, заменив во втором тайме Кима Чельстрема. А на 76 минуте отдал голевую передачу на Юру Мовсисяна. По окончании сезона Вукоевич вернулся в расположение киевлян.
11 августа 2014 года стало известно что Огнен покидает киевлян и переходит в загребское «Динамо».
В июле 2015 на правах свободного агента перешёл в «Аустрию».
Завершил карьеру футболиста в 2017 году.
В мае 2017 назначен на должность менеджера в «Динамо» Киев по странам Балканского региона, Восточной и Центральной Европы.
На чемпионате мира по футболу 2018 года являлся скаутом сборной Хорватии по футболу. 9 июля отстранён от работы на чемпионате мира Хорватским футбольным союзом за свои высказывания в видеоролике после победы сборной Хорватии над сборной России.

## Международная карьера
С августа 2011 года регулярно вызывается в сборную Хорватии. Дебютировал 16 октября 2011 года в товарищеской встрече со сборной Словакии. В том же матче забил свой первый гол за сборную. 5 мая 2012 года тренер хорватов Славен Билич огласил состав сборной на чемпионат Европы 2012, в который под номером 8 был включён Вукоевич. На чемпионате Европы Вукоевич принял участие в двух матчах своей сборной.
После завершения чемпионата мира 2014 года в Бразилии, в матчах на котором так и не появился на поле, объявил о завершении международной карьеры.

## Достижения
«Динамо» (Загреб)
- Чемпион Хорватии (3): 2005/06, 2006/07, 2007/08
- Обладатель Кубка Хорватии (2): 2005/06, 2007/08
- Обладатель Суперкубка Хорватии: 2006

«Динамо» (Киев)
- Чемпион Украины: 2008/09
- Обладатель Кубка Украины: 2013/14
- Обладатель Суперкубка Украины: 2009, 2011